# Teenage Love Affair
"Teenage Love Affair" é uma canção de soul/R&B contemporâneo, escrita pela cantora e compositora estadunidense Alicia Keys, juntamente com Jack Splash, Matthew Kahane e Harold Lilly, para o terceiro álbum de estúdio de Keys, intitulado As I Am (2007).
Lançada como terceiro single do álbum, foi produzida por Keys e Splash, e foi baseada num sample da canção de 1972 da banda The Temprees, "(Girl) I Love You", composta por Josephine Bridges, Carl Hampton e Tom Nixon.
A canção chegou ao 23º lugar na lista de "100 melhores canções de 2007" da revista Rolling Stone, fazendo sua estréia nas rádios dos Estados Unidos em 21 de abril de 2008. Alicia Keys a executou no célebre talk-show da televisão daquele país, Late Show with David Letterman, no dia 29 de abril daquele ano.
Swizz Beatz produziu uma remixagem de "Teenage Love Affair" com LL Cool J, sampleando um trecho da canção "Teenage Love", de Slick Rick (de 1988).